# Ashorne
Ashorne – wieś w Anglii, w hrabstwie Warwickshire, w dystrykcie Stratford-on-Avon. Leży 9 km na południe od miasta Warwick i 126 km na północny zachód od Londynu. Miejscowość liczy 110 mieszkańców.